# Xandy
Manuel Alexandre de Oliveira da Silva, dit Xandy ou Xanddy est un chanteur brésilien né le 12 juin 1979 à Salvador.

## Parcours
À 15 ans, il compose sa première chanson Minha Vida, une autobiographie sentimentale. En 1997, il intègre le groupe Gente da Gente, avec lequel il fait les premières parties de concerts de Mastruz com Leite et Sandra de Sá. 
Membres du groupe Harmonia do Samba à partir de 1998, ils eurent un grand succès aux carnavals de 1999 et 2000. Il remporta notamment en 2000, le prix Dodô et Osmar de chanteur révélation du carnaval de Salvador.
Il est marié depuis 2001 à la chanteuse et danseuse Carla Perez, avec qui il a eu deux enfants. 